# Зайгадло, Руди
Ру́ди Зайга́дло (англ. Rudi Zygadlo; род. 1988 или 1989, Дамфрис) — шотландский музыкант. Его полное имя — Рудольф Михаил, которое он получил в честь Рудольфа Нуриева и Михаила Барышникова. Родился и вырос в сельской местности на юго-западе Шотландии, в городе Дамфрис. В 2006 году переехал в Глазго, где изучал литературу и славистику.
Руди Зайгадло обратился со своей музыкой на лейбл Hyperdub и получил отказ. Тем не менее Kode9, владелец лейбла, отправил демозапись Майку Парадинасу из компании Planet Mu, с которой и был подписан контракт, а в апреле 2010 года вышел дебютный студийный альбом Great Western Laymen. Российский музыкальный критик Артемий Троицкий включил его в число лучших пластинок года.
Свой следующий релиз, 12-дюймовый мини-альбом Achtung!, Зайгадло выпустил в сентябре 2011 года на лейбле Pictures Music.

## Дискография

### Альбомы
- Great Western Laymen (2010)
- Tragicomedies (17 сентября 2012)

### Мини-альбомы
- Don’t Distrub the Beasts (2011)
- Achtung! (2011)

### Синглы
- «Resealable Friendship» (2010)
- «Melpomene» (2012)